# Simon Cziommer
Simon Cziommer (Nordhorn, 6 novembre 1980) è un ex calciatore tedesco, di ruolo centrocampista.

## Carriera
Inizia a giocare nel 1999 nel Twente, con cui segna 9 gol in Eredivisie fino al 2003, anno in cui passa allo Schalke. L'anno dopo è di nuovo in prestito al Twente e nel 2005, dopo un rapido rientro allo Schalke, si trasferisce in prestito al Roda, con cui segna 8 gol in 15 partite. All'inizio della stagione 2006-07 viene acquistato dall'AZ che nel 2008 lo cede in prestito all'Utrecht.
Nel 2009 passa in Austria al Red Bull Salisburgo, con cui segna all'esordio in Bundesliga.
Ha collezionato alcune presenze in Europa League e in Champions League.

## Palmarès

### Club

#### Competizioni Nazionali
- Coppa dei Paesi Bassi: 1

FC Twente: 2000-2001
- Campionato austriaco: 2

Red Bull Salisburgo: 2009-2010, 2011-2012
- Coppa d'Austria: 1

Red Bull Salisburgo: 2011-2012